# Husar-rover

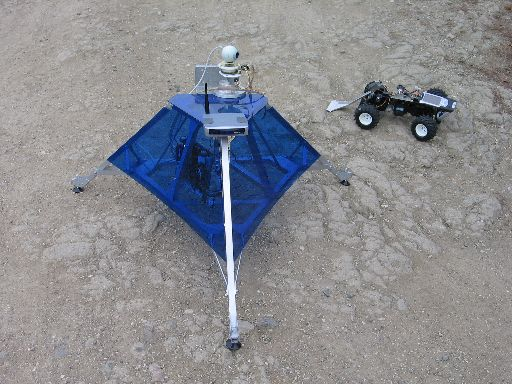
A Hunveyor és Husar-2 eRover modellje

A HUSAR rover a Hunveyor rendszerhez tartozik. Ahogyan a Hunveyor (Hungarian UNiversity SURVEYOR) egyetemi gyakorló űrszonda modell esetében is, a Husar rover neve, a HUSAR is (Hungarian University Surface Analyser Rover) betűszó, aminek a jelentése: magyar egyetemi felszíni vizsgáló kutatóautó.
A magyarországi egyetemeken (Eötvös Egyetem, ELTE, Óbudai Egyetem, Pécsi Tudományegyetem), főiskolán (Kecskeméti Főiskola) és középiskolákban (Sopron, Széchenyi Gimnázium, Tata, Eötvös J. Gimnázium, Dorog, Zsigmondy V. Gimnázium) a laboratóriumok hallgatói, a diákkörösök és a szakkörökben tevékenykedő diákok az elmúlt évek során több felfedező robotot építettek a Hunveyor-Husar kísérleti gyakorló űrszonda modellrendszer tagjaként.

## A Husar rover a Hunveyor körül tevékenykedik
A Husar roverek építésével a cél az volt, hogy e kis robotautók újraprogramozható eszközként, kísérleti gyakorló űrtechnológiai modellként segítsék a tanulás folyamatát, és a hallgatói alkotó-fejlesztő munkát. A Husar rover tervezésekor figyelemmel kísérték a NASA rover típusú robotjainak fejlődését is. A Mars Pathfinder munkáját még a Földről irányították, mert a Sojourner rover (marsautó) nem tudott az égitest felszínén mozogva önálló döntéseket hozni. A Husar robotautókon a fedélzeti számítógépre írt mozgató programokkal a hallgatók műszereket, kamerát, anyagokat, szerszámokat mozgatnak, és méréseket végeznek.

## A Husar-2 család építése
A pécsi csoport a munkát egy megvásárolt kész robotautó átalakításával kezdte. Erre egy DPA típusú számítógépet helyeztek, amely az interneten keresztül kapja a parancsokat a "földi irányítóközponttól". A rover neve Husar-2a. Ezen a robotautón PIC mikrokontroller processzorral vezérelték a motorokat. Már elkészült egy olyan program is a PIC16F84 mikrokontrollerre, ami nyolc szervo-motort képes irányítani. Kifejlesztettek egy Visual Basic kapcsolattartó programot is, amely a földi irányítóközponti számítógép – az internet – és a DPA fedélzeti számítógép közötti kapcsolathoz szükséges. (A Hunveyor-Husar-2 diákköri építő csoport tagjai: Bíró Tamás, Kókány András, Erdélyi Ferenc, Karmacsi Gábor, Tesanovics Damir, és a fejlesztést irányító oktatók: Drommer Bálint és Hegyi Sándor.)

## A Husar-2b utahi terepgyakorlaton
A Husar-2b robotautó már külföldi terepgyakorlaton is kipróbálásra került. Hargitai Henrik egy amerikai, a Sziklás hegységben (Utah államban) végzett terepgyakorlaton próbálta ki a Kókány András által tervezett Husar-2b robotautót, Mars analog tájakon. A Mars Desert Research Station (Mars Sivatagi Kutató Állomás) nevű kutatóállomást az amerikai Mars Society (Mars Társaság) tartja fönn. Két hetes turnusban változik a személyzete. 2008 áprilisában egy magyar kutatókból álló csapat vesz részt e munkákban 6 főnyi személyzettel. Ezen az újabb építésű Husar-2d rovert próbálta ki az MDRS-71 személyzet két hetes terepgyakorlatán.

## Az épülő roverekről
A Husar roverek először a Hunveyor-1, -2, és -4 leszállóegységek mellé épültek meg, később pedig önállóan is, a Husar-5, a Husar-6 és a Husar-8 roverek is elkészültek rendre Budapesten, Pécsett, Székesfehérvárott, Sopronban, Dorogon és Kecskeméten.

## Az új Husar-2d család
A Husar-2d egy olyan geológiai kutató robot, amelyet a korábbi Husar ROVER-ek egyik sikeres típusa, a HUSAR-2a változat alapján fejlesztettek tovább a Pécsi Tudományegyetemen (Kovács Péter, Baksa László és a fejlesztést irányító oktató: Hegyi Sándor).
A Husar-2 ROVER több geológiai mérési funkciót lát el amellett, hogy a HUNVEYOR-2 gyakorló minimál űrszonda és az autonóm meteorológiai mérőállomás mobil egysége. A váz szerkezetének köszönhetően képes különféle nehézségű terepeken is közlekedni, amit viszonylag magas alváza, és külön kormányozható és hajtható első, hátsó tengelyei tesznek lehetővé. Az alváza a robotnak középpontosan szimmetrikus. A kerekeit külön lehet kormányozni, így a ROVER kis kerületen megfordulni, oldalazni, előre hátra menni tud egyaránt.
Rendelkezik két hőmérővel, egy a robot elején, egy a hátulján. Ezeket az adatokat 802.11 g-s wifi-n keresztül továbbítja egy feldolgozó számítógépre. Mérőműszerei közé tartozik még a fényerősség-érzékelő.
A HUSAR-2d kapott egy vezérlő programot (HUSAR-2d remote), ami a kapcsolat fenntartását, az irányítást, vezérlést, adatok kiértékelését és eltárolását végzi. A program egyelőre csak helyi hálózat kezelésére képes. A kommunikáció virtuális soros porton keresztül történik, aminek az adatait a wifi-router továbbítja. Mind a feldolgozó, mind a Rover helyi vezérlő programja soros portot lát. A Roverre egy PIC 16F877A 40 lábas processzor van szerelve, ebbe van beleégetve egy program, ami az alapvető funkciókat látja el. A távoli vezérlő és feldolgozó egység ennek adja az utasításokat, hogy melyik rutint hajtsa végre. A küldött és fogadott jelek karakter típusúak, tehát az irányítás egy egyszerű terminálemulátor segítségével is megvalósítható, amennyiben ismerik az elküldött karaktersorozat funkcióját, de így kiértékelés nem lehetséges.
A HUSAR-2d kommunikációja wifi-routeren keresztül valósul meg, ami egy kapcsolattartó számítógépről kapja az IP-címet.
Fix IP-vel egyedül a kamera rendelkezik (192.168.2.115), mert a vezérlő programnak fix IP-címet kell megadni a kapcsolat felépítéséhez. Ezzel a kommunikációval megtehetjük azt is, hogy átvesszük tőle a vezérlést, és távolról irányítjuk. Hogy ne kelljen közvetlen a robot mellett állnunk, egy 802.11 wifi-s kamerával távolról is figyelemmel követhetjük a működését. Ez a kamera alap esetben ki van kapcsolva  energiatakarékosság miatt, de mi is bekapcsolhatjuk, vagy probléma esetén figyelmeztetés után a program automatikusan bekapcsolja nekünk.
A ROVER elejére van szerelve egy ultrahangos távolságmérő, ami úgy működik, hogy ha 15 cm távolságra kerül hozzá valami, akkor digitális jelet küld a kimenetén. Esetünkben ez a talaj, ami a szenzor útjába kerül, ha mondjuk szakadék kerül a ROVER elé, akkor a feldolgozó egység nem kap jelet az ultrahangos érzékelőtől, és megállítja a motorokat, érzékelve a számára leküzdhetetlen akadályt, hibaüzenettel figyelmezteti a HUSAR kezelőjét, bekapcsolja a kamerát, és letiltja az előrehaladás lehetőségét. A probléma megoldását a kezelőnek kell ellátnia, amint ez megtörtént, visszakapja a teljes vezérlést. Szintén a ROVER elejére van szerelve egy ütköző, aminek az a szerepe, hogy érzékelje a túl nagy köveket, ami akadályt jelent a továbbhaladásban. Ha a ROVER nekimegy valaminek, akkor a két hajlékony fémlapot összenyomja, és zárja az áramkört, ezáltal tudja, hogy szemből valami akadály került elé, mert az ütköző az alváz magasságára van állítva. Ha elé kerül valami akadály, a ROVER szintén mint a szakadék esetén, megáll, és az előzőben megfogalmazott eljárást hajtja végre.
Alapvető funkciójához tartozik, hogy kőzetmintákat vegyen fel. Ennek a megoldása egy kőzetfelvevő kanál, ami a felvett kőzetmintát egy a hátára szerelt forgó tartóedénybe rakja. Erre azért van szükség, hogy ne csak egy kőzetet tudjon felvenni. Ez a funkció átalakítható úgy, hogy valamilyen követő bójákat rakjon le maga mögött, és azokat kövesse a visszaúton. Ezzel visszakövethető a megtett út, és magától visszatalál a ROVER a kiindulási pontjára. A lerakást és a felvételt egy egyszerű elektromágnessel meg lehet oldani, csak a bójáknak is mágnesezhetőknek kell lenniük. Ezeket a bójákat ugyanúgy, mint a kőzetet, a forgó tálcából rakná le és oda rakná vissza. Ennek a funkciónak csak az előkészületei vannak meg, de innen már befejezhető a feladat, ezzel az elvvel.
A ROVER autonóm energiarendszerrel van felszerelve. Közvetlenül akkumulátorról működik, de egy napelem van rászerelve, ami folyamatosan tölti a 12V-os akkumulátort, ezáltal biztosítva a hosszú üzemeltetési lehetőséget. Másodlagos akkumulátornak egy Li-Ion akkumulátor van felszerelve, de mivel ennek töltése viszonylag bonyolult, a hőmérséklet-kilengés és töltési karakterisztika miatt, ezért speciális töltőn keresztül kell feltölteni.

## A Husar eRover család kifejlesztése
A Pécsi Tudományegyetemen 2010-ben megkezdődött az új eRover család kifejlesztése. Lényege az, hogy mikrokontrollerekkel vezérelt számítógépről irányítható, összekapcsolódó egységek működjenek együtt.

## Külső hivatkozás
- http://www.lpi.usra.edu/meetings/lpsc2009/pdf/1163.pdf
- A Husar rover a Hunveyor témához kapcsolódva
- http://www.lpi.usra.edu/meetings/7thmars2007/pdf/3026.pdf
- http://www.lpi.usra.edu/meetings/lpsc2007/pdf/1204.pdf
- http://www.lpi.usra.edu/meetings/lpsc2006/pdf/1136.pdf
- http://www.lpi.usra.edu/meetings/lpsc2005/pdf/1177.pdf
- http://www.lpi.usra.edu/meetings/lpsc2004/pdf/1093.pdf
- http://www.lpi.usra.edu/meetings/lpsc2003/pdf/1543.pdf
- A Husar-5 rover egyik mérése a youtube-on